# St. Stephan (Michelbach)

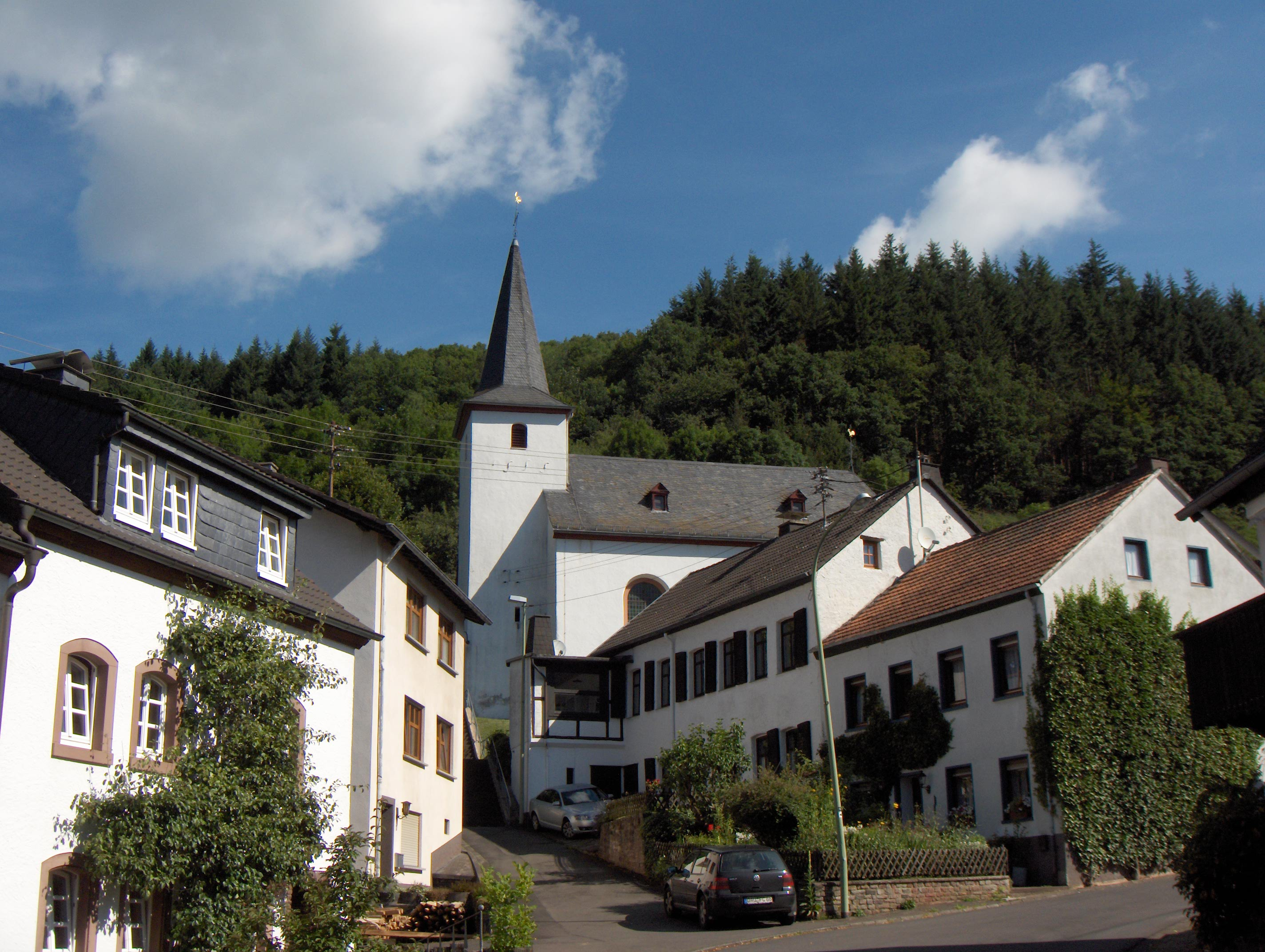
St. Stephan (Gerolstein-Michelbach)

Die Kirche St. Stephan (auch: St. Stephanus) ist die römisch-katholische Filialkirche von Michelbach (Ortsteil von Gerolstein) im Landkreis Vulkaneifel in Rheinland-Pfalz. Die Kapelle gehört zur Pfarrei St. Anna (Gerolstein) in der Pfarreiengemeinschaft Gerolsteiner Land im Bistum Trier.

## Geschichte
Seit 1687 ist in Michelbach eine Kapelle bezeugt. Der heutige dreiachsige Saalbau mit Westturm, Empore und acht hohen Fenstern stammt von 1781. Kirchenpatron ist der Märtyrer Stephanus.

## Ausstattung
Prunkstück der Kirche ist der barocke Säulenaltar mit Marienfigur. Die beiden Chorfenster von 1955 stellen die Krönung Mariens und die Verkündigung des Herrn dar.